# Freibad Bredenbeck

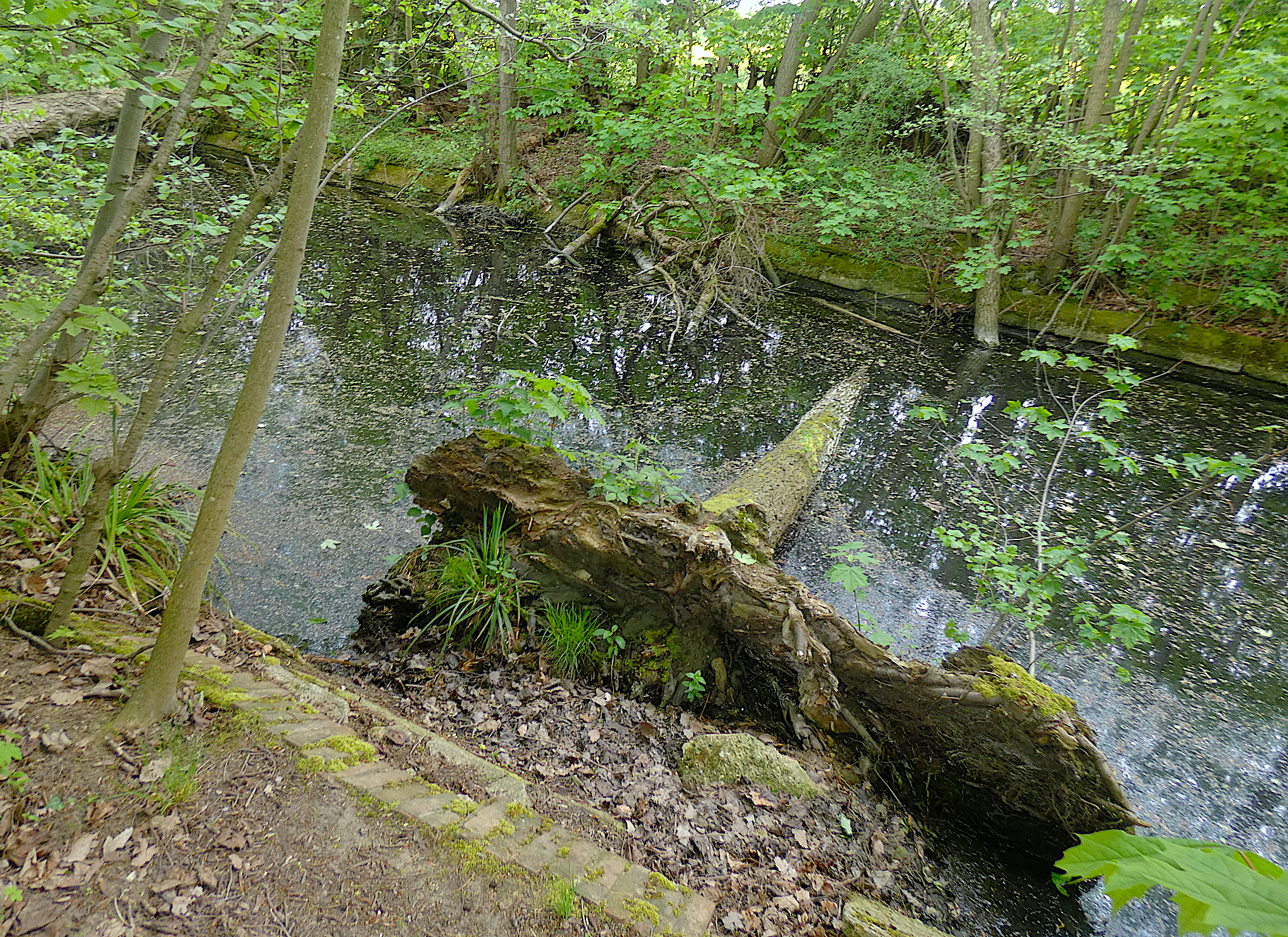
Der Baum wuchs auf dem alten Beckeneinstieg

Das ehemalige Freibad Bredenbeck ist ein eingetragenes Naturdenkmal in der Gemeinde Wennigsen. Es liegt im Deister am Rande der Ortschaft Bredenbeck. In der Liste der Naturdenkmale der Region Hannover trägt es die Nummer ND-H 51.

## Geschichte
In ehemaligen Rottekuhlen an einem kleinen Zulauf des Bredenbecker Bachs, in denen einst Flachs zur Weiterverarbeitung gelagert worden war, legten Bredenbecker Schüler 1919 eine provisorische Badeanstalt an. Betreiber waren die Vereine Gut Heil und Frei Heil. Im Jahr 1927 wurde das schmale Becken ausgemauert. Fotos zeigen zudem einen kleinen Sprungturm. Das so entstandene Freibad wurde in den 1960er Jahren geschlossen, weil es, womöglich wegen der geringer werdenden Wassermenge des Baches, den hygienischen Anforderungen nicht mehr genügte.
Stattdessen wurde 1971 etwas bachaufwärts eine Wassertretstelle angelegt, die bis 2013 benutzbar gehalten wurde.

## Naturdenkmal

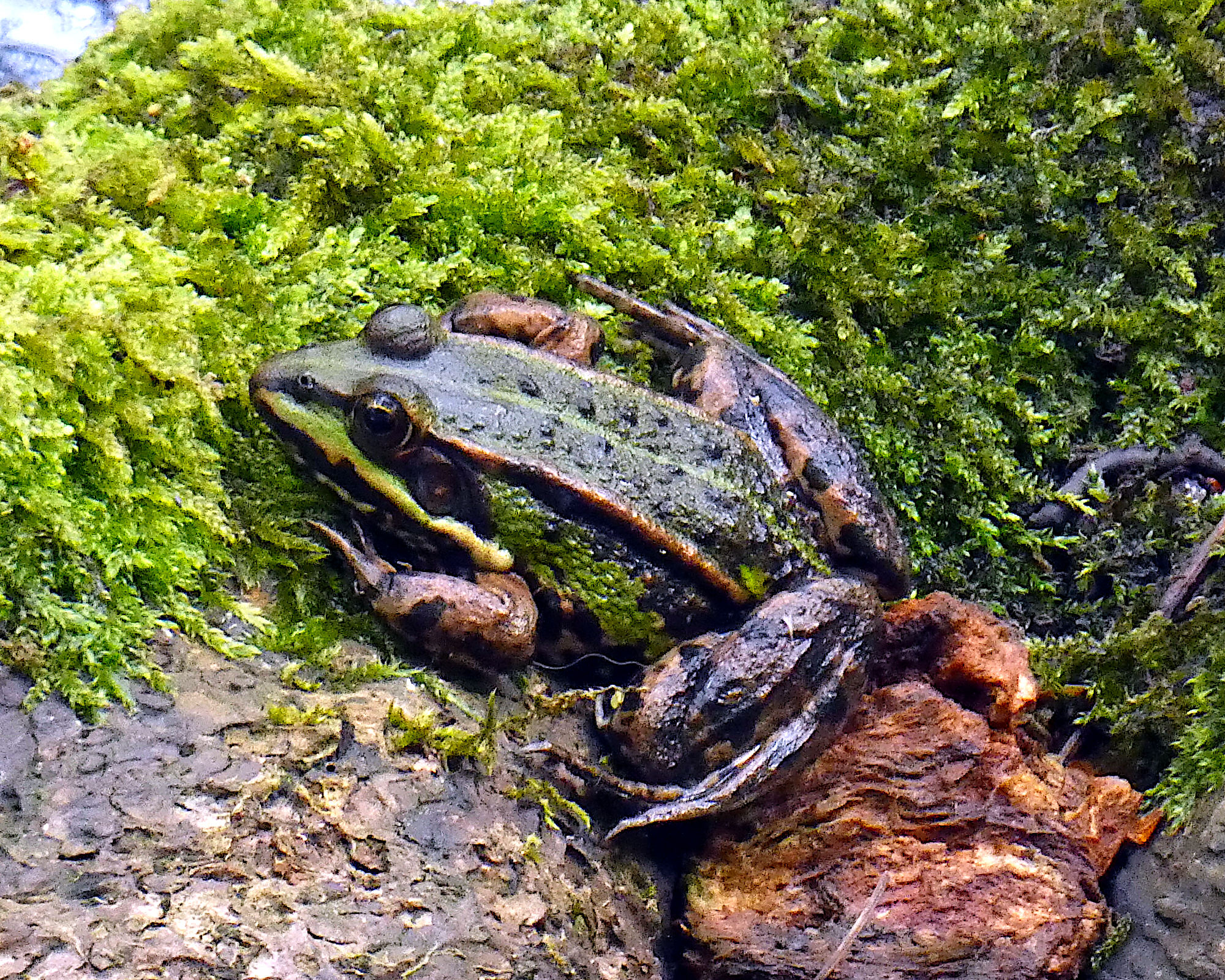
Teichfrosch am einstigen Beckenrand

Im Dezember 1978 wurde das Freibad zum Naturdenkmal erklärt.
Das unter Schutz gestellte Areal ist ein untypisches Naturdenkmal, da es sich nicht um eine Einzelschöpfung der Natur gemäß der gesetzlichen Richtlinien handelt, sondern um eine von der Natur zurückeroberte Fläche.
Die besondere Schutzwürdigkeit der stillgelegten und von der Natur zurückeroberten Badeanstalt liegt im Artenreichtum der hier vorkommenden Reptilien und Amphibien.